# 渾忽公主
渾忽公主（？—1218年），西辽末代皇帝耶律直鲁古的女儿，母亲古儿别速（即古儿汗的夫人）。
乃蛮王子屈出律在父亲太阳汗被成吉思汗击败杀死后，逃到西辽。渾忽公主喜欢他，在屈出律投奔西辽三天后就嫁给了屈出律。渾忽公主不戴蒙古人的姑姑冠，而戴汉人的尼可扯。她让屈出律放弃信仰景教，而信佛教。1211年，耶律直鲁古出猎时，驸马屈出律伏兵八千擒获了他，篡其位，袭辽衣冠，尊直鲁古为太上皇，皇后为皇太后，渾忽公主为皇后。1218年，成吉思汗派哲別攻打西遼首都虎思斡耳朵，屈出律要逃跑時，一刀將公主刺死於床上。